# Місцевий лист
Місцевий лист галактик — деталь великомасштабної структури Всесвіту, галактична нитка, що містить місцеву групу галактик разом із нашою Галактикою. Має радіус приблизно 7 Мпк (23 млн св. р.) і товщину 1,5 Мпк (5 млн св. р.). Частина Місцевого надскупчення галактик. Нахил Місцевого листа щодо площини Місцевого надскупчення становить приблизно 8°. Наймасивніший елемент Місцевого надскупчення — гігантське скупчення галактик у сузір'ї Діви — міститься на відстані приблизно 17 Мпк (50 млн. св. р.) від центру Місцевого листа. На північ від Місцевого листа розташований Місцевий Войд — гігантська ділянка (діаметром не менше 45 Мпк, або 150 млн. св. р.), практично вільна від галактик. Фактично, Місцевий лист є стінкою Місцевого Войду.
Крім Місцевої групи, до складу Місцевого листа входять ще кілька груп галактик:
- Група M81
- Група M94
- Група IC 342/Маффей
- Група Кентавр А/M83[en]
- Група Скульптора[en]

та деякі інші.
Місцевий лист не є гравітаційно-пов'язаним утворенням — він бере участь у загальному розширення Всесвіту, тобто галактики, що входять до його складу, віддаляються одна від одної відповідно до закону Габбла. Пекулярні швидкості галактик місцевого листа досить малі: типове значення пекулярної швидкості в радіальному напрямку становить не більше 40 км/с. Пекулярна швидкість Місцевої групи галактик відносно центру мас Місцевого листа становить 66 км/с. Пекулярні швидкості галактик за межами Місцевого листа істотно відрізняються від галактик, що входять до його складу. Внаслідок тяжіння з боку скупчення в Діві, Місцевий лист як ціле рухається з пекулярною швидкістю 185 км/с в напрямку цього скупчення. Крім того, він рухається з пекулярною швидкістю 455 км/с в напрямку надскупчення Гідри—Центавра (або, можливо, надскупчення Шеплі) і віддаляється з пекулярною швидкістю 259 км/с від центру Місцевого Войду. Суперпозиція цих трьох рухів, а також руху Місцевої групи всередині Місцевого листа (66 км/с), нашої Галактики всередині Місцевої групи (135 км/с), і Сонця навколо центру нашої Галактики (220 км/с) приводить до руху Сонця відносно космологічної системи відліку, що виражається у вигляді дипольної анізотропії реліктового випромінювання. Швидкість Місцевого листа як цілого відносно фону реліктового випромінювання становить 631 км/с.
Дванадцять гігантських галактик (найяскравіших членів невеликих груп галактик), що входять до складу Місцевого листа, утворюють кільце радіусом приблизно 3,75 Мпк (12,2 млн св. р.). Поблизу центру цього угруповання (названого «Радою гігантів») розташована Місцева група галактик. До складу «Ради гігантів» входить 10 спіральних, а також 2 еліптичні галактики, що лежать на протилежних кінцях діаметра кільця. Відрізок, що з'єднує два головних члени Місцевої групи — нашу Галактику і Туманність Андромеди (М31) — нахилений приблизно на 11° до площини Місцевого листа і на 11° відхиляється від напрямку, що з'єднує дві еліптичні галактики «Ради гігантів».
| Номер у каталозі | Власна назва | Клас      | Сузір'я          | Відстань (млн св. р.) | Маса * |
| ---------------- | ------------ | --------- | ---------------- | --------------------- | ------ |
| PGC 9892         | Maffei 1     | Еліптична | Кассіопея        | 11                    | 10.928 |
| PGC 10217        | Maffei 2     | Спіральна | Кассіопея        | 11                    | 10.493 |
| IC 342           |              | Спіральна | Жираф            | 11                    | 10.302 |
| NGC 3031         | M 81         | Спіральна | Велика Ведмедиця | 12                    | 10.905 |
| NGC 3034         | M 82         | Спіральна | Велика Ведмедиця | 11                    | 10.573 |
| NGC 4736         | M 94         | Спіральна | Гончі Пси        | 15                    | 10.458 |
| NGC 4826         | M 64         | Спіральна | Волосся Вероніки | 16                    | 10.496 |
| NGC 5236         | M 83         | Спіральна | Гідра            | 16                    | 10.642 |
| NGC 5128         | Центавр A    | Еліптична | Центавр          | 11                    | 10.528 |
| NGC 4945         |              | Спіральна | Центавр          | 12                    | 11.169 |
| ESO 97-G13       | Циркуль      | Спіральна | Циркуль          | 14                    | 10.559 |
| NGC 253          |              | Спіральна | Скульптор        | 11                    | 10.805 |

* Логарифм мас у масах Сонця.